# McCall Zerboni
McCall RaNae Zerboni (Camarillo, Kalifornia, 1986. december 13. –) amerikai válogatott labdarúgó.

## Pályafutása

### A válogatottban
Első mérkőzését 2017. október 22-én Dél-Korea ellen játszotta a válogatott mezében.
A 2018-as hazai rendezésű, amerikai győzelemmel végződő Nemzetek Tornáján mindhárom találkozón pályára lépett.

## Sikerei

### Klubcsapatokban
Észak-amerikai bajnok (3):
- NWSL bajnok (3):
  - Western New York Flash (1): 2016
  - North Carolina Courage (2): 2018, 2019
- NWSL Shield győztes (3):
  - North Carolina Courage (2): 2017, 2018, 2019
- Nemzetközi Bajnokok Kupája győztes (1):
- North Carolina Courage: 2018[4]

### A válogatottban
Egyesült Államok
- Nemzetek Tornája győztes (1): 2018